# Сен-Поль-де-Вара
Сен-Поль-де-Вара́ (фр. Saint-Paul-de-Varax) — коммуна во Франции, находится в регионе Рона — Альпы. Департамент — Эн. Входит в состав кантона Виллар-ле-Домб. Округ коммуны — Бурк-ан-Брес.
Код INSEE коммуны — 01383.

## География
Коммуна расположена приблизительно в 380 км к юго-востоку от Парижа, в 45 км северо-восточнее Лиона, в 15 км к юго-западу от Бурк-ан-Бреса.

## Население
Население коммуны на 2010 год составляло 1551 человек.
| 1962 | 1968 | 1975 | 1982 | 1990 | 1999 | 2010 |
| ---- | ---- | ---- | ---- | ---- | ---- | ---- |
| 721  | 711  | 743  | 1161 | 1081 | 1190 | 1551 |

## Администрация
| Период | Период | Фамилия         | Партия | Примечания |
| ------ | ------ | --------------- | ------ | ---------- |
| 1995   | 2001   | Жорж Тарди      |        |            |
| 2001   | 2008   | Пьер Бернар     |        |            |
| 2008   | 2008   | Жерар Дедеджьян |        |            |
| 2008   | 2014   | Бернар Пюиссан  |        |            |

## Экономика
В 2010 году среди 994 человек трудоспособного возраста (15—64 лет) 715 были экономически активными, 279 — неактивными (показатель активности — 71,9 %, в 1999 году было 70,7 %). Из 715 активных жителей работали 669 человек (346 мужчин и 323 женщины), безработных было 46 (16 мужчин и 30 женщин). Среди 279 неактивных 78 человек были учениками или студентами, 90 — пенсионерами, 111 были неактивными по другим причинам.

## Достопримечательности
- Церковь Св. Павла[фр.] (XII век). Исторический памятник с 1908 года.[3]
- Замок Вара[фр.] (XV век). Исторический памятник с 1981 года.[4]

## Фотогалерея

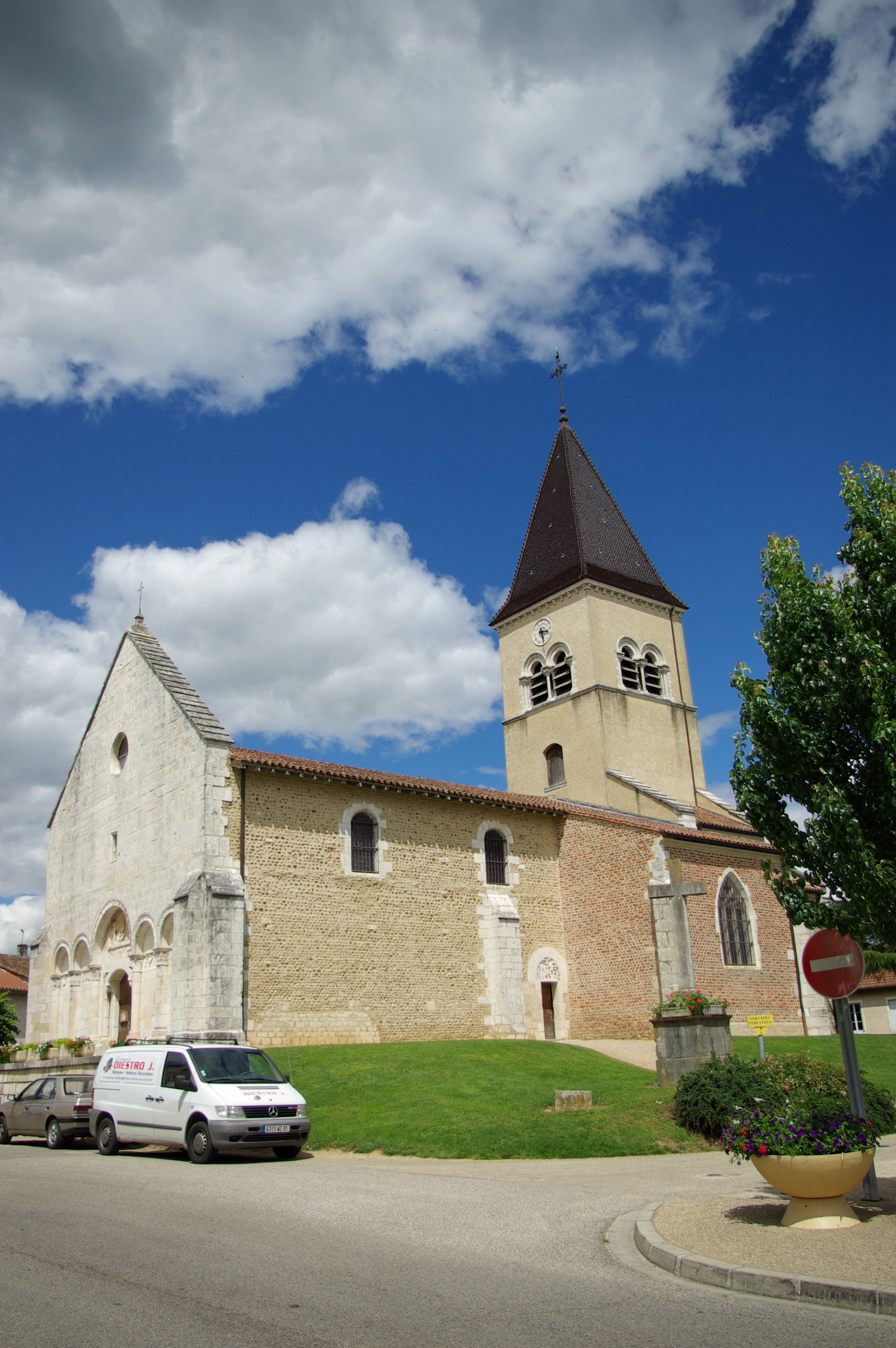
Церковь Св. Павла
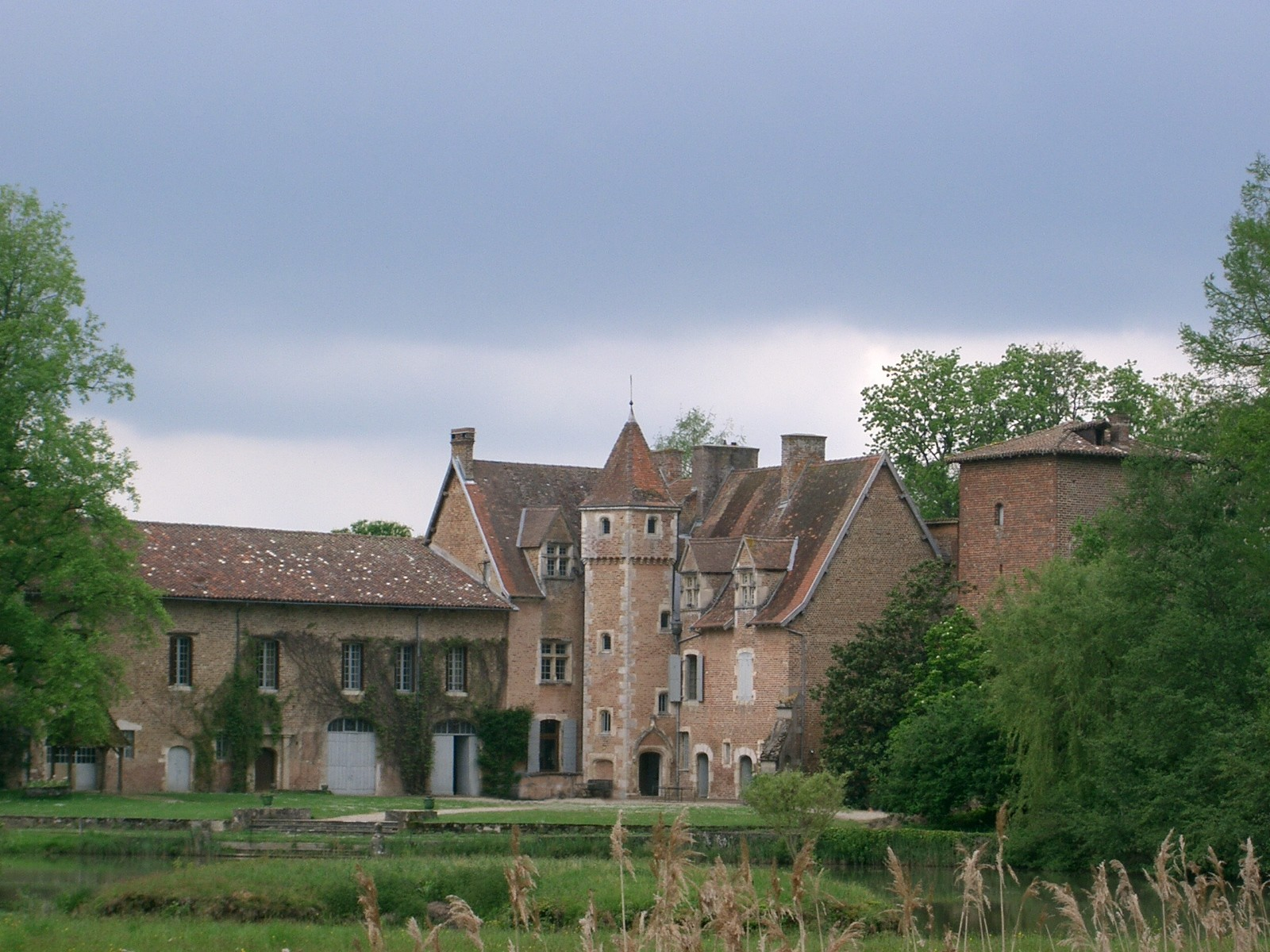
Замок Вара
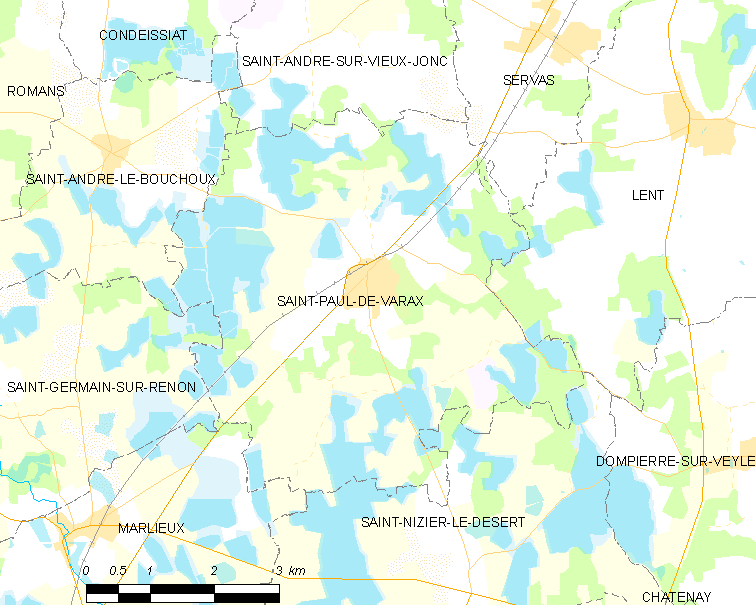
Карта коммуны